# トンガの島の一覧
トンガの島の一覧を示す。

## 一覧 (面積順)
トンガにある面積10km2以上の島。
| 順位 | 島名             | 面積(km2) | 緯度経度                                                            |
| ---- | ---------------- | --------- | ------------------------------------------------------------------- |
| 1    | トンガタプ島     | 257.03    | 南緯21度12分41秒 西経175度09分11秒 / 南緯21.21139度 西経175.15306度 |
| 2    | ヴァヴァウ島     | 89.74     | 南緯18度36分00秒 西経174度00分00秒 / 南緯18.60000度 西経174.00000度 |
| 3    | エウア島         | 87.44     | 南緯21度21分48秒 西経174度55分47秒 / 南緯21.36333度 西経174.92972度 |
| 4    | トフア島         | 55.63     | 南緯19度45分00秒 西経175度04分30秒 / 南緯19.75000度 西経175.07500度 |
| 5    | ニウアフォオウ島 | 50.27     | 南緯15度36分00秒 西経175度37分48秒 / 南緯15.60000度 西経175.63000度 |
| 6    | ニウアトプタプ島 | 18.00     | 南緯15度57分24秒 西経173度46分42秒 / 南緯15.95667度 西経173.77833度 |
| 7    | ラテ島           | 17.4      | 南緯18度48分07秒 西経174度39分04秒 / 南緯18.80194度 西経174.65111度 |
| 8    | フォア島         | 13.39     | 南緯19度45分00秒 西経174度18分00秒 / 南緯19.75000度 西経174.30000度 |
| 9    | カオ島           | 11.6      | 南緯19度40分00秒 西経175度01分00秒 / 南緯19.66667度 西経175.01667度 |
| 10   | リフカ島         | 11.42     | 南緯19度49分08秒 西経174度20分56秒 / 南緯19.81889度 西経174.34889度 |

## 諸島
- ニウアス諸島（Niua Islands）
- ヴァヴァウ諸島（Vavaʻu）
- ハアパイ諸島（Haʻapai）
- トンガタプ諸島（Tongatapu group）

## その他
- タファヒ島（英語版） - トンガの最東端 南緯15度51分13秒 西経173度44分57秒
- ニウアフォオウ島 - トンガの最北端
- アタ島（英語版） - トンガの最南端 - トンガの最東端 南緯22度20分30秒 西経176度12分30秒
- フンガ・トンガ - トンガの火山島